# Falcó sacre
El falcó sacre (Falco cherrug) és una espècie d'ocell rapinyaire de la família dels falcònids (Falconidae). La seva distribució es troba de manera fragmentada per Europa de l'Est, el Pròxim Orient, l'Àsia central i el nord d'Àfrica. El seu estat de conservació es considera en perill d'extinció.

## Descripció
El falcó sacre és un dels més grans del gènere falco. Pot arribar als 55 cm de longitud i una envergadura d'uns 120 cm. Les femelles són més grosses que els mascles, i arriben a pesar 1,3 kg i els mascles només uns 0,99 kg. Tenen el bec amb la punta negra, la zona de la cera i les potes són de color groc en els adults. És un ocell adaptat per a la caça, està especialitzat en animals d'una grandària mitjana.

## Origen del nom
La part específica del nom científic, cherrug, prové del sindhi que anomena charg la femella del sacre. Els noms comuns en algunes llengües, sacre (català, aragonès, castellà, francès), saker (anglès) provenen de l'àrab: صقر, ṣaqr, que significa ‘falcó'.
Els falcons sacres de l'extrem nord-est de la serra de les Muntanyes Altai són una mica més grans i més foscos i amb més puntejat a la part inferior que d'altres poblacions. Aquests, coneguts com el falcó d'Altai, han estat tractats en el passat com una espècie diferent, Falco altaicus o com un híbrid entre falcons sacre i el girfalcó, però l'opinió moderna (p. ex. (Orta 1994)) és tractar-lo de manera provisional com una forma de F. cherrug, fins que hom disposi d'estudis exhaustius de la seva genètica poblacional i ecologia.

## Ecologia
Falco cherrug és un rapinyaire de praderies obertes, preferiblement amb alguns arbres o penya-segats. Poden arribar als 270 km/h quan persegueixen la presa. Sovint caça per persecució horitzontal, més que per la caiguda des de l'altura del peregrí.
S'alimenta de petits rosegadors o animals d'una grandària mitjana, i fins i tot pot alimentar-se d'aus més grans que ells. A Europa, els esquirols terrestres i els coloms salvatges són les preses més comunes.
Pon els ous en nius d'altres ocells, en penya-segats i en les esquerdes de les roques. Normalment pon de 3 a 5 ous per parella; l'ou triga 30 dies a obrir-se.
Aquest animal es distribueix per Europa, Àsia (fins al nord-est de la Xina) i el nord d'Àfrica.
Els nius de sacre donen suport a un conjunt ric d'insectes comensals.
BirdLife International categoritza aquest ocell en perill d'extinció, a causa d'una ràpida disminució de la població, particularment a les zones de cria de l'Àsia central. Des del col·lapse de la Unió Soviètica, els Emirats Àrabs Units han estat la destinació principal per a milers de falcons capturats i venuts il·legalment per sumes importants al mercat negre. Es calcula que a Kazakhstan es perden fins a 1.000 falcons sacres a l'any.
L'espècie també s'enfronta a la pressió per la pèrdua i destrucció d'hàbitat. El 2004 es va estimar que hi havia entre 7.200 i 8.800 individus madurs. Als Estats Units, Canadà i Europa hi ha diversos projectes de cria en captivitat. La caiguda més dramàtica del falcó més pur a Àsia ha estat a Kazakhstan i a l'Uzbekistan. En canvi, persisteix a Hongria una població fortament protegida i relativament abundant.
Els falcons sacres són molt susceptibles a la grip aviària. S'han trobat individus infectats amb els ceps altament patògens H5N1 (a l'Aràbia Saudita) i H7N7 (a Itàlia). Per tant, es va fer un experiment amb falcons híbrids de grifó-sacre, que va suposar que cinc falcons vacunats amb una vacuna antigripal H5N2 comercial van sobreviure a una infecció amb una soca H5N1 altament patògena, mentre que altres cinc falcons no vacunats van morir. Això significa que es pot protegir els sacres de la grip aviària mitjançant la vacunació, almenys en captivitat.

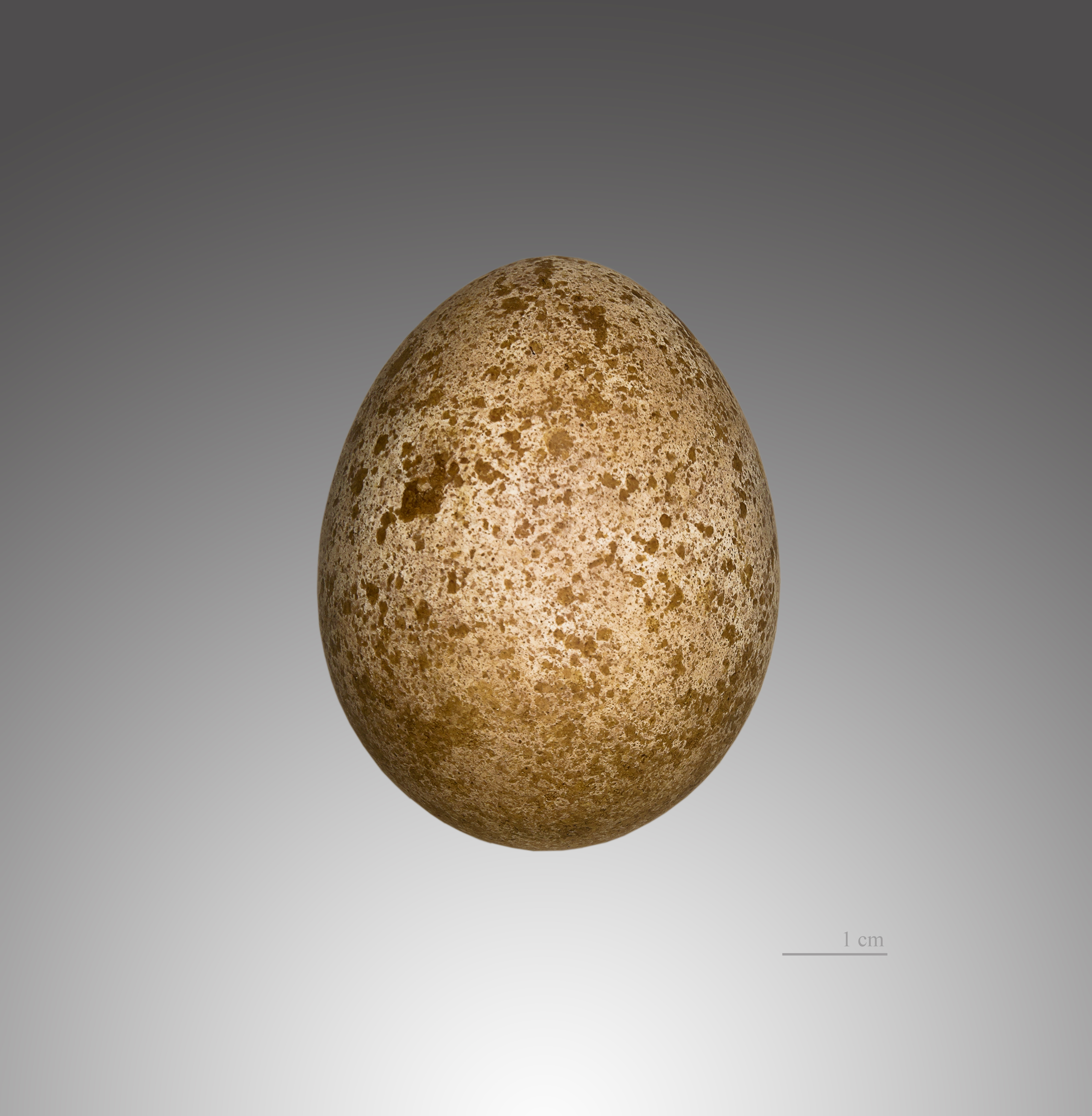
Ou en un Museu de Tolosa de Llenguadoc
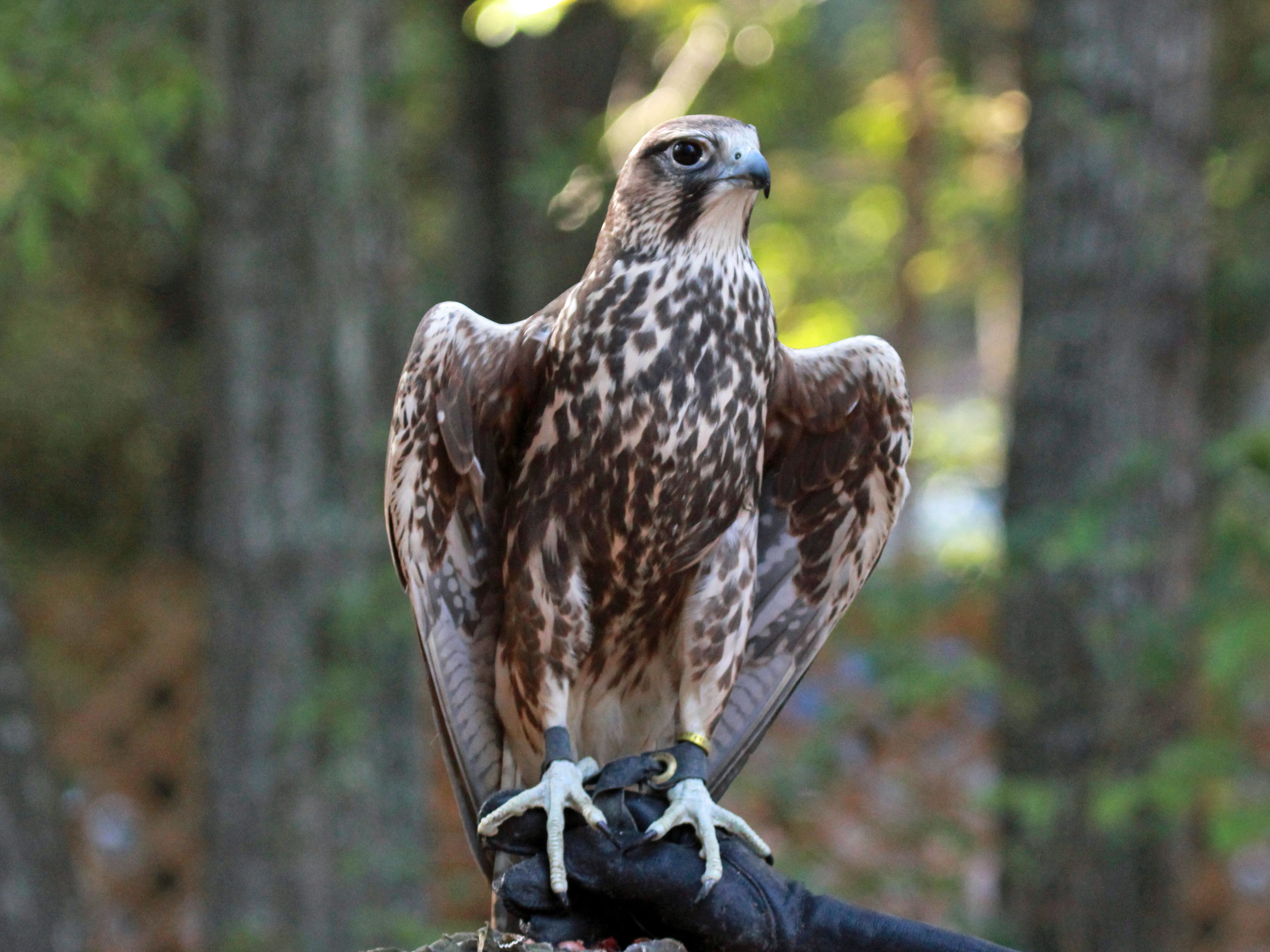
Captiu en el Carolina Raptor Center, Estats Units
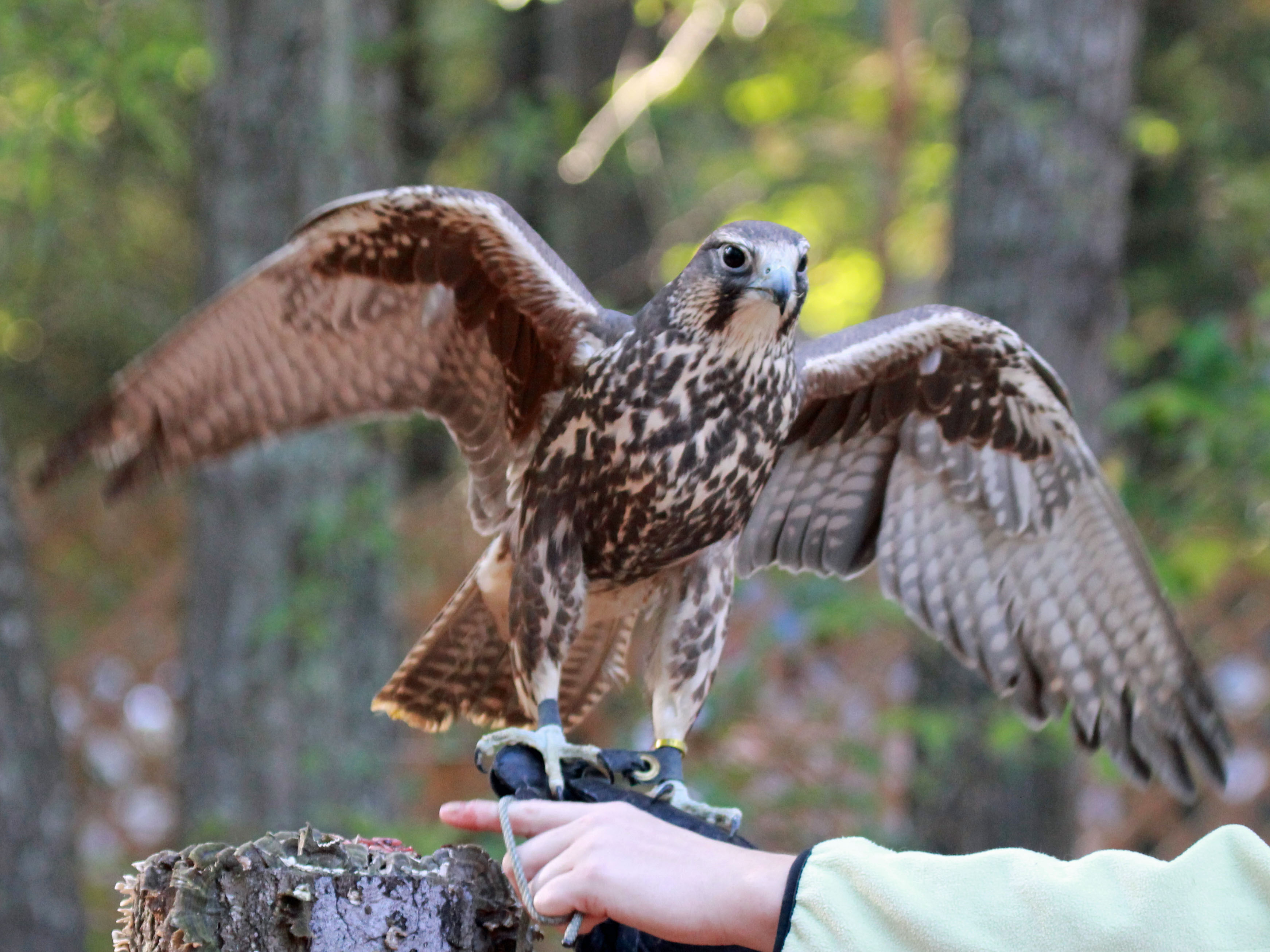
Captiu en el Carolina Raptor Center
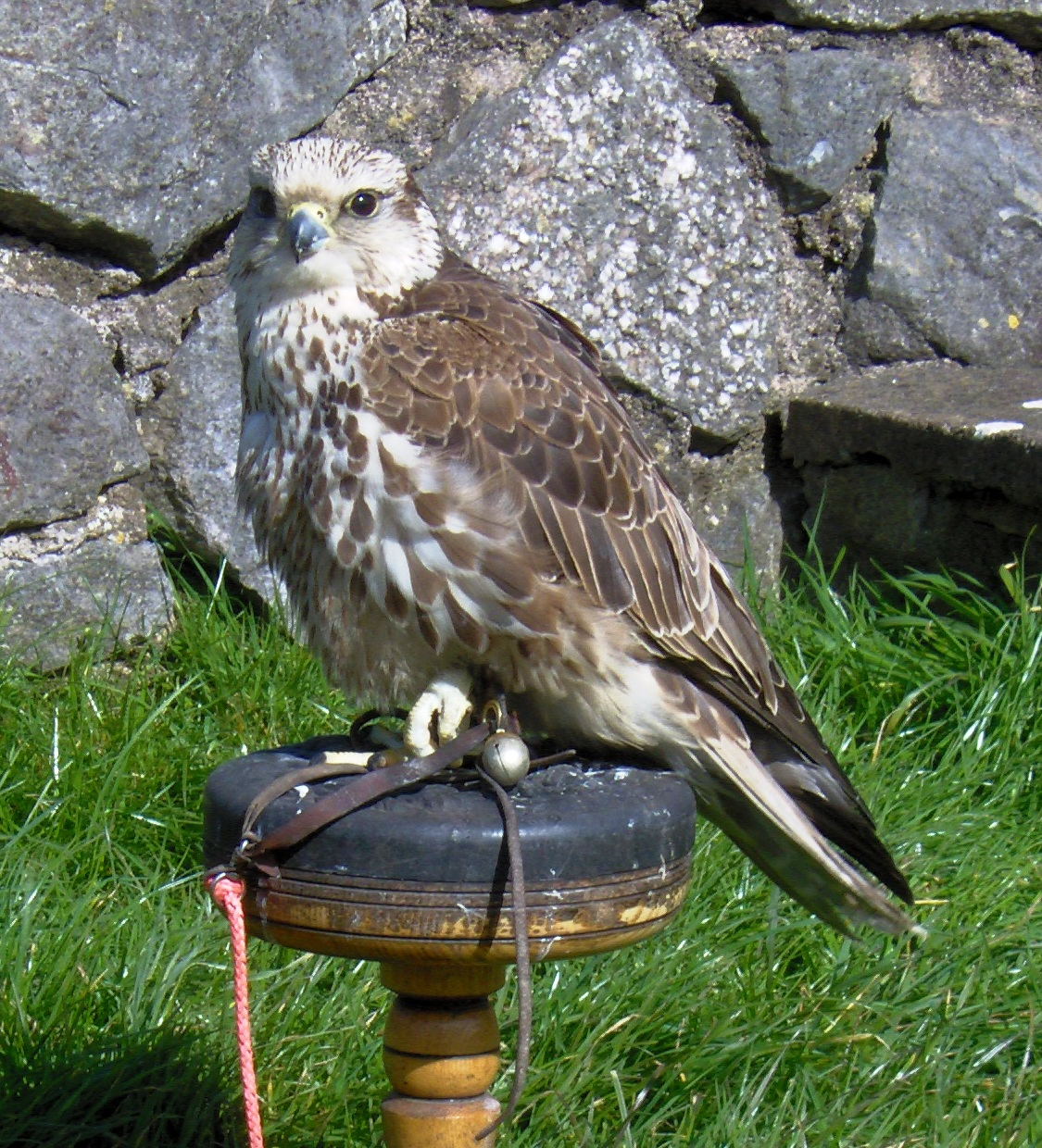
Captiu en Chew Valley Lake, Anglaterra
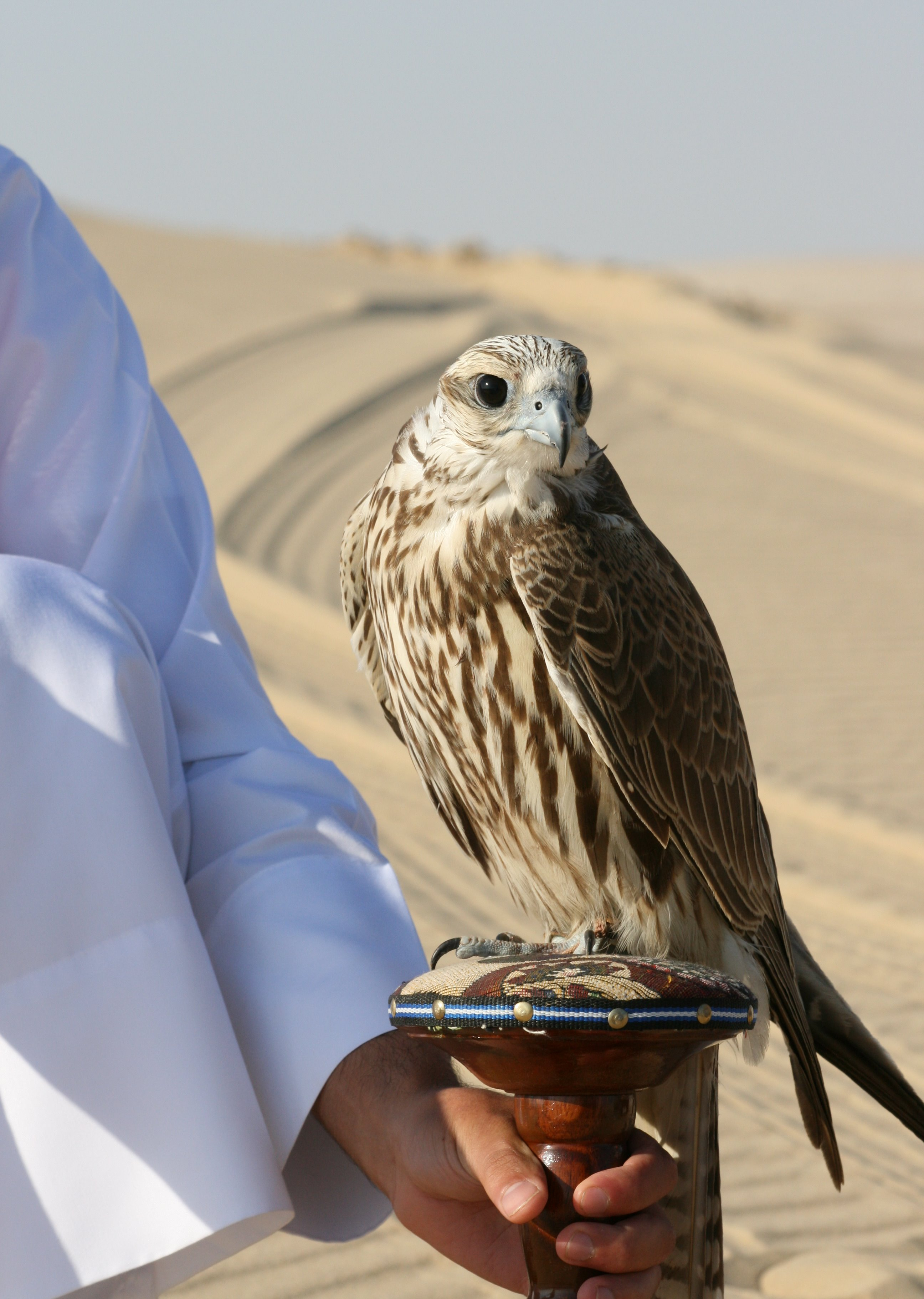
Captiu en Doha, Qatar
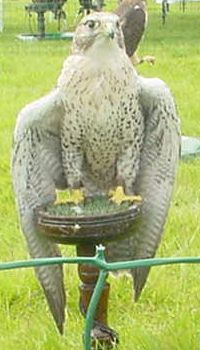
Femella en captivitat
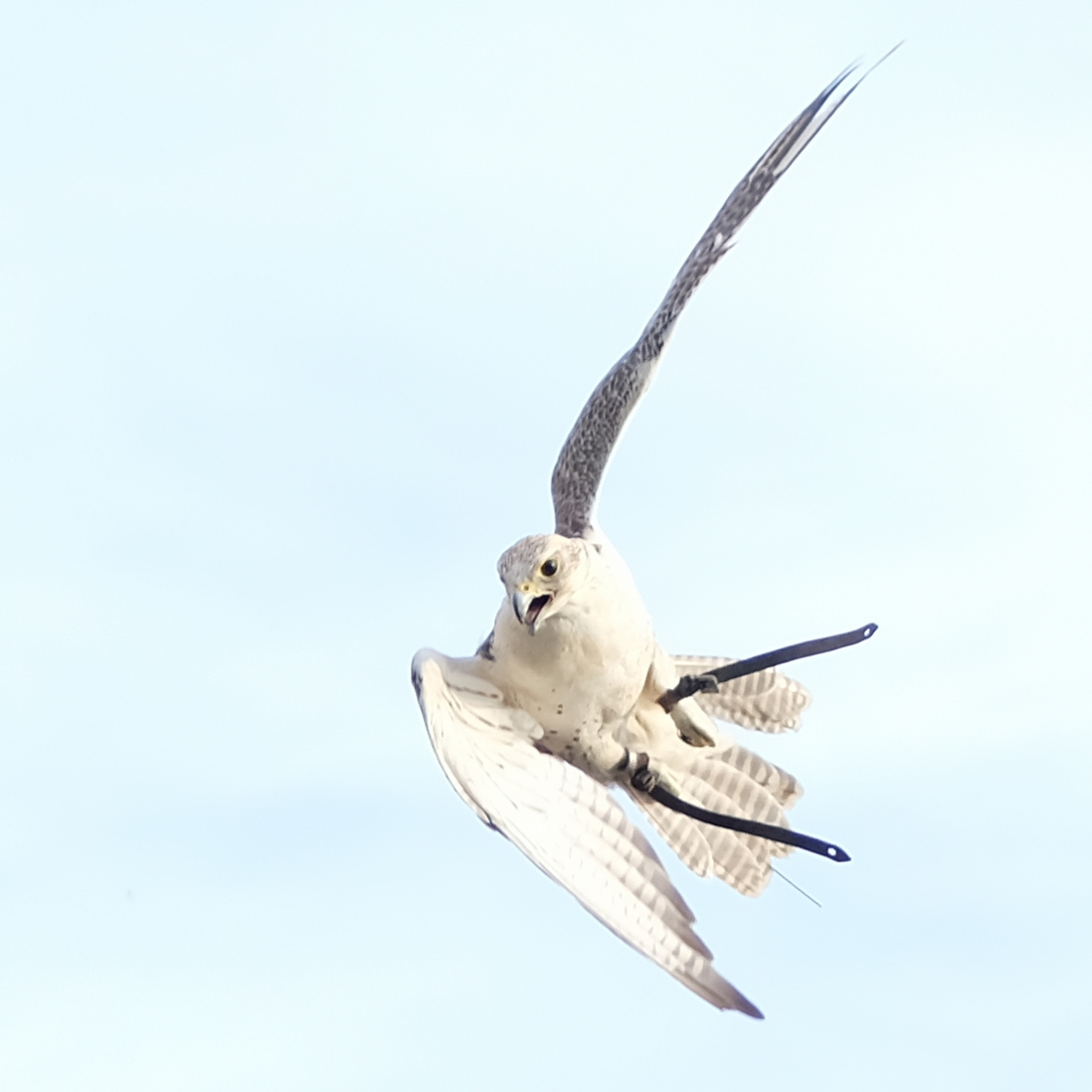
Ocell en ple vol en una exhibició falconera

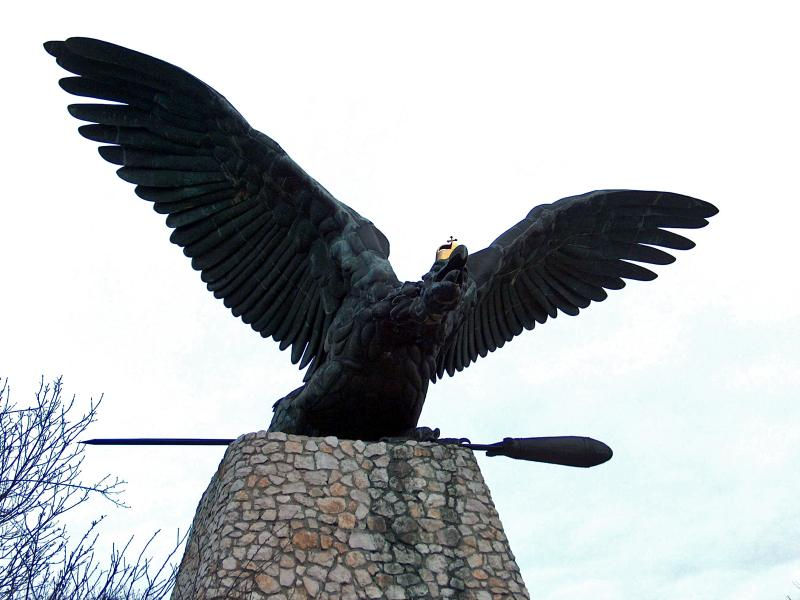
Monument al falcó mitològic (Turul) a Tatabánya, Hongria.

## Presència en la cultura
L'ocell mitològic d'Hongria, el Turul, devia ser probablement un F. cherrug (kerecsensólyom), que precisament és l'ocell nacional d'aquest país. En 2012 F. cherrug fou triat com ocell nacional de Mongòlia.
En la pel·lícula de Walt Disney Pictures Mulan, El líder de Hun, Shan Yu, té un F. cherrug anomenat Hayabusa.
En el llibre infantil Tiger Wars d'Steve Backshall, un dels personatges principals es diu Saker, el qual és un falcó.

### Ús en falconeria
F. cherrug ha estat usat en falconeria des de fa centenars d'anys, i com el seu parent molt proper el grifó és un falcó molt valorat pels criadors. Ràpid i potent, és efectiu contra grans i mitjanes preses. Des de fa pocs anys és possible que s'hagin obtingut híbrids de sacre i peregrí amb l'objectiu de proveir els falconers un caçador de més gran mida i velocitat horitzontal que el peregrí, amb una major propensió a les caigudes en picat cap a la presa que el sacre.